# Halichoeres timorensis
Espèce

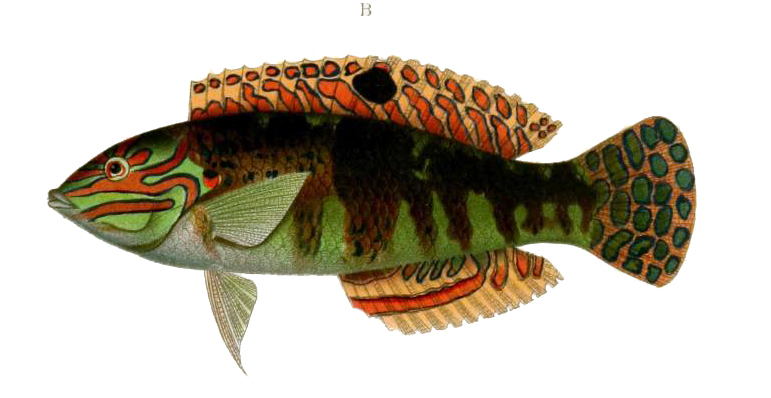
Halichoeres timorensis

Halichoeres timorensis est un poisson osseux de petite taille de la famille des Labridae endémique de Sri Lanka et d'Indonésie. Il peut atteindre une longueur maximale de 12 cm.